# Rio Saudades
 (juillet 2014).
Si vous disposez d'ouvrages ou d'articles de référence ou si vous connaissez des sites web de qualité traitant du thème abordé ici, merci de compléter l'article en donnant les références utiles à sa vérifiabilité et en les liant à la section « Notes et références ».
 (juillet 2014).
Le rio Saudades est une rivière brésilienne de l'ouest de l'État de Santa Catarina, et appartient au bassin hydrographique de l'Uruguay.

## Géographie
Il naît sur le territoire de la municipalité de Jupiá, se dirige vers le sud à travers les municipalités de Galvão, Coronel Martins, Santiago do Sul et Quilombo avant de se jeter dans le rio Chapecó.